# سه برادر (کشتی)
سه برادر (کشتی) (به انگلیسی: Three Brothers (ship)) یک کشتی است که طول آن ۱۶۲ فوت (۴۹ متر) می‌باشد. این کشتی در سال ۱۸۸۸ ساخته شد.